# Robert Ridgway
Robert Ridgway   (Mount Carmel, 2 de juliol de 1850 - Olney, 25 de març de 1929) va ser un ornitòleg nord-americà especialitzat en sistemàtica. Va ser nomenat el 1880 per Spencer Fullerton Baird, secretari de la Smithsonian Institution, per ser el primer conservador a temps complet d'ocells al Museu Nacional dels Estats Units, títol que va mantenir fins a la seva mort. El 1883, va ajudar a fundar l'American Ornithologists' Union, on va exercir com a oficial i editor de la revista d'aquesta societat. Ridgway va ser un taxònom descriptiu excel·lent, que va acabar la seva obra vital amb The Birds of North and Middle America (vuit volums, 1901–1919). Durant la seva vida, va ser inigualable pel que fa al nombre d'espècies d'ocells nord-americans que va descriure per a la ciència. Com a il·lustrador tècnic, Ridgway va utilitzar les seves pròpies pintures i dibuixos per complementar l'escriptura. També va publicar dos llibres que sistematitzaven els noms de colors per descriure els ocells, A Nomenclature of Colors for Naturalists (1886) i Color Standards and Color Nomenclature (1912). Els ornitòlegs de tot el món continuen citant els estudis i llibres sobre el color d'en Ridgway.

## Biografia

### Vida primerenca i família
Ridgway va néixer a Mount Carmel, Illinois, fill de David i Henrietta Ridgway (Reed era el cognom de soltera). Era el més gran de deu fills. Va ser educat a escoles públiques de la seva ciutat natal, on va mostrar una especial afició per la història natural. Aquest interès per explorar la natura, tant disparant amb una pistola que li va regalar el seu pare, com dibuixant de la vida, va ser fomentat pels seus pares, l'oncle William i la tia Fannie Gunn.
El 1871 va conèixer Julia Evelyn Perkins, filla d'un dels gravadors de The History of North American Birds. El festeig de Ridgway amb la noia que va conèixer com "Evvie" va durar fins que va arribar als divuit anys i es van casar el 12 d'octubre de 1875.

### Aprenentatge ornitològic i expedició del Rei
El 1864, a l'edat de tretze anys, el jove Ridgway va escriure al Comissari de Patents per demanar consell sobre la identificació d'un ocell que havia vist. Va adjuntar un dibuix en color a mida completa del que va resultar ser un parell de pinsans porpra. Finalment, aquesta carta es va remetre a Spencer Fullerton Baird de la Smithsonian Institution. Baird va respondre, identificant l'ocell i elogiant les habilitats artístiques del nen, però en l'intercanvi de correspondència posterior l'advertí que aprengués i utilitzés els noms científics dels ocells.
El mentor i el protegit van continuar l'intercanvi de cartes, la qual cosa va portar al nomenament de Ridgway, a la primavera de 1867, com a naturalista de l'Estudi en el Paral·lel 40 de Clarence King. Després d'una breu i intensa estada d'entrenament a Washington, on va aprendre a preparar repositoris d'espècimens pel seu estudi, Ridgway es va unir a l'expedició al maig. A partir de Sacramento, Califòrnia, l'equip va explorar parts de Nevada, el territori d' Utah i el territori d' Idaho. El més destacat del viatge va ser una parada al llac Pyramid de Nevada. A la tardor de 1868, els nombre de membres de l'equip es va reduir per motius de finançament, però Ridgway va tornar el 1869 per treballar més a Utah. En una empresa que va durar gairebé dos anys, Ridgway va recollir 1.522 exemplars relacionats amb els ocells (753 nius i ous i 769 pells) i va servir com a membre clau en una de les quatre grans enquestes de l'oest americà. Va observar 262 espècies, la majoria d'aquestes al vessant occidental de Sierra Nevada. Havia escrit la major part de l'informe per a King el 1872, però la secció "Ornitologia" no es va publicar fins al 1877.

### Els anys a Washington

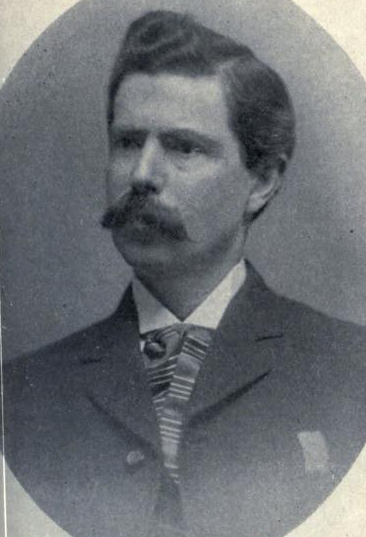
Retrat a Bird Lore 1903

Al seu retorn a Washington, Ridgway va il·lustrar i va escriure pel projecte History of North American Birds de Baird i Thomas M. Brewer. Es va unir formalment a l'Smithsonian Institution el 1874, sota la supervisió del comissari George Brown Goode. El 1880 va rebre el títol de conservador d'ornitologia i el de Conservador d'Ocells des de 1886 fins a la seva mort. Treballant amb la col·lecció d'aproximadament cinquanta mil pells d'ocells de la institució, Ridgway es va dedicar a desxifrar les relacions taxonòmiques entre les espècies d'ocells de Nord-america. A més, va continuar el treball de camp per recollir nous exemplars, fent diversos viatges al seu estat natal d'Illinois, Florida així com a altres estats dels EUA i Costa Rica. L'Smithsonian va intercanviar pells d'estudi amb altres museus, ja sigui per donació o préstec i va proporcionar material i publicacions a col·leccionistes com José Castulo Zeledón del Museu Nacional de Costa Rica a canvi d'exemplars.
Ridgway era explicatiu i instruït i va servir com a portaveu de l'Smithsonian i representant durant molts anys en l'estudi dels ocells. Va donar la benvinguda a les visites al museu de col·legues i del públic en general i fins i tot acompanyava les visites. Una de les seves responsabilitats consistia en muntar exposicions públiques. En interès de l'accessibilitat, va posar a disposició llibres per consultar i va exhibí exemplars d'ocells descrits en llibres populars d'història natural. A més, va mostrar ocells esmentats en la poesia popular, espècies com el rossinyol que no es troben a Amèrica del Nord. Tornant-li el favor que Baird li havia fet, va respondre a cartes del públic per identificar ocells i va proporcionar materials d'artista a un pintor de Califòrnia. No obstant això, amics i col·legues el van descriure com massa tímid i en general va evitar la publicitat i els protagonismes.
Entre els col·legues de Ridgway a l'Smithsonian hi havia Pierre Louis Jouy, que el 1883 li va proporcionar una important col·lecció d'ocells asiàtics. Charles Wallace Richmond es va incorporar a la institució el 1893 (al principi, com a vigilant nocturn) i aviat va rebre l'encàrrec de Ridgway d'escriure crítiques i altres peces breus. Durant el mandat de Samuel Pierpont Langley com a secretari, Ridgway va ajudar a la investigació aeronàutica de Langley. Va proporcionar càlculs de la càrrega alar i altres característiques aerodinàmiques d'espècies com l'albatros viatger, el zopilot capvermell i altres ocells planejadors.
El 1883, Robert Ridgway va ser membre fundador de l'American Ornithologists' Union (AOU) i es va convertir en editor associat de la revista The Auk. Se'l va imposar per exercir com a oficial de l'organització, però amb la condició que no se li exigís la presidència de reunions públiques. Va exercir com a vicepresident de l'AOU (setembre de 1883 – novembre de 1891) i com a president (novembre de 1898 – novembre de 1900).
A mesura que el coneixement científic es va expandir ràpidament a la segona meitat del segle XIX, la necessitat de reorganitzar el sistema de noms utilitzats per descriure els ocells nord-americans va créixer de manera proporcional. Per exemple, alguns noms assignats per William Bartram al seu catàleg de 1791 es consideraven ara inutilitzables. Robert Ridgway va abordar aquesta necessitat amb dues publicacions el 1880 i el 1881, mentre que Elliott Coues va publicar una llista de verificació el 1882. Ridgway i Coues, juntament amb Joel Asaph Allen, William Brewster i Henry W. Henshaw, es van reunir com un comitè de nomenclatura i classificació, al servei de la recentment fundada AOU, per conciliar els diferents sistemes i catàlegs. El 1886, el comitè va publicar The Code of Nomenclature and Check-List of North American Birds, que és tant una llista de verificació coherent com un conjunt de regles per a la denominació dels ocells que es descriuran en el futur. El Codi va resoldre el desacord sobre la capitalització dels noms d'espècies i va establir l'ordre d'escriptura d'avui en dia, amb els ocells aquàtics primer i els passeriformes últims. Diverses de les innovacions del manual van ser adoptades per altres branques de la zoologia i es van incorporar a la versió de 1905 del Codi Internacional de Nomenclatura Zoològica.
El treball del comitè va servir per estandarditzar la manera en què es descriuen els ocells, identificant-los a nivell de subespècies i utilitzant un nom trinomial de tres parts. Mentre que els ornitòlegs nord-americans van acceptar el detall descriptiu, els investigadors europeus de l'època es van mostrar reticents a adoptar-lo. Ridgway va ser un partidari entusiasta de la nomenclatura trinomial, encara que més endavant va anar moderant aquest pensament.

### Altres afiliacions
Robert Ridgway va ser membre corresponsal de la Societat Zoològica de Londres, va ser soci de l'Acadèmia de Ciències Naturals de Davenport (Iowa), de l'Acadèmia de Ciències de Nova York, de la Societat d'Història Natural de Brookville, Indiana i de l'Acadèmia de Ciències de Chicago i va ser membre estranger de la British Ornithologists' Union. Va ser membre del Comitè Ornitològic Permanent del primer congrés internacional a Viena el 1884. Ridgway també va ser membre honorari del Nuttall Ornithological Club de Cambridge, Massachusetts, per al qual va contribuir amb il·lustracions i 48 articles al seu Butlletí.
L'efímer Ridgway Ornithological Club de Chicago, Illinois (actiu des de 1883 fins al voltant de 1890) va ser nomenat en honor de Ridgway i en va ser membre honorari.
Tot i que no tenia educació universitària formal, Ridgway va rebre un màster honorari en ciències de la Universitat d'Indiana el 1884, com a senyal d'agraïment per haver-los subministrat exemplars d'ocells després que s'incendià el seu museu. Va ser inclòs amb el títol de professor d'informes anuals i director de personal de l'Smithsonian, malgrat la manca d'una titulació docent. De vegades se l'anomena "Dr. Ridgway", especialment per escriptors del seu estat nadiu d'Illinois. El perfil d'Ella Dean n'és un exemple.

### L'expedició Harriman

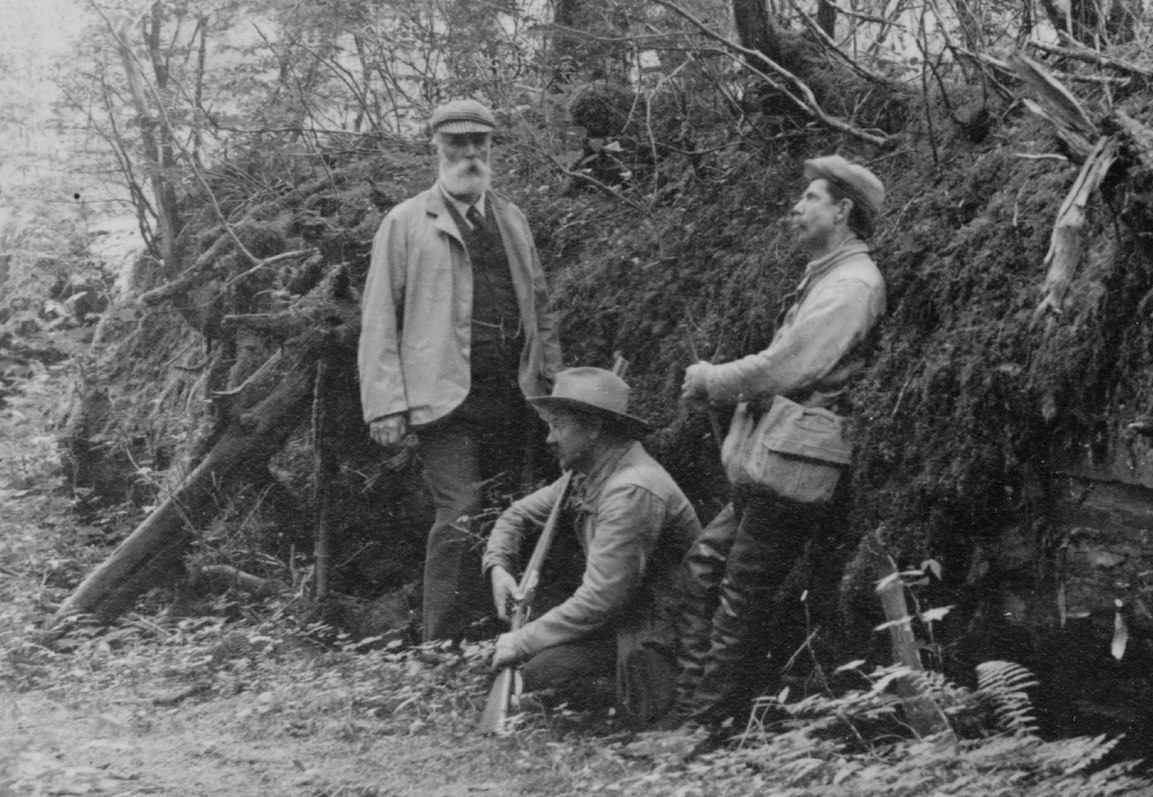
Ridgway (dreta) amb D. G. Elliot i A. K. Fisher a Alaska, 1899.

El 1899, Robert Ridgway es va unir a EH Harriman en la famosa expedició Harriman a Alaska. John Muir, Louis Agassiz Fuertes, John Burroughs, Edward S. Curtis i una sèrie d'altres científics i artistes van fer una expedició de quatre mesos per estudiar la flora i la fauna de la costa d'Alaska. Tanmateix, el viatge no va donar lloc a publicacions significatives de Ridgway.

### Altres membres de la família
Robert i Julia Ridgway van tenir un fill, Audubon Whelock Ridgway (15 de maig de 1877 - 22 de febrer de 1901). "Audie" havia començat una prometedora carrera en ornitologia al Field Museum of Natural History quan la seva vida es va veure truncada per un atac mortal de pneumònia.
El segon germà de Robert Ridgway, John Livzey Ridgway (28 de febrer de 1859 - 27 de desembre de 1947), a nivell nacional va ser un destacat il·lustrador d'ocells que va treballar durant molts anys al Servei Geològic dels Estats Units, així com a l'Smithsonian, l'Institut de Califòrnia de Tecnologia i el Museu d'Història, Ciència i Art del Comtat de Los Angeles.Els dos germans col·laboraven sovint en il·lustracions, de vegades amb Robert fent el dibuix i John el pintava.

### Vida i mort posteriors

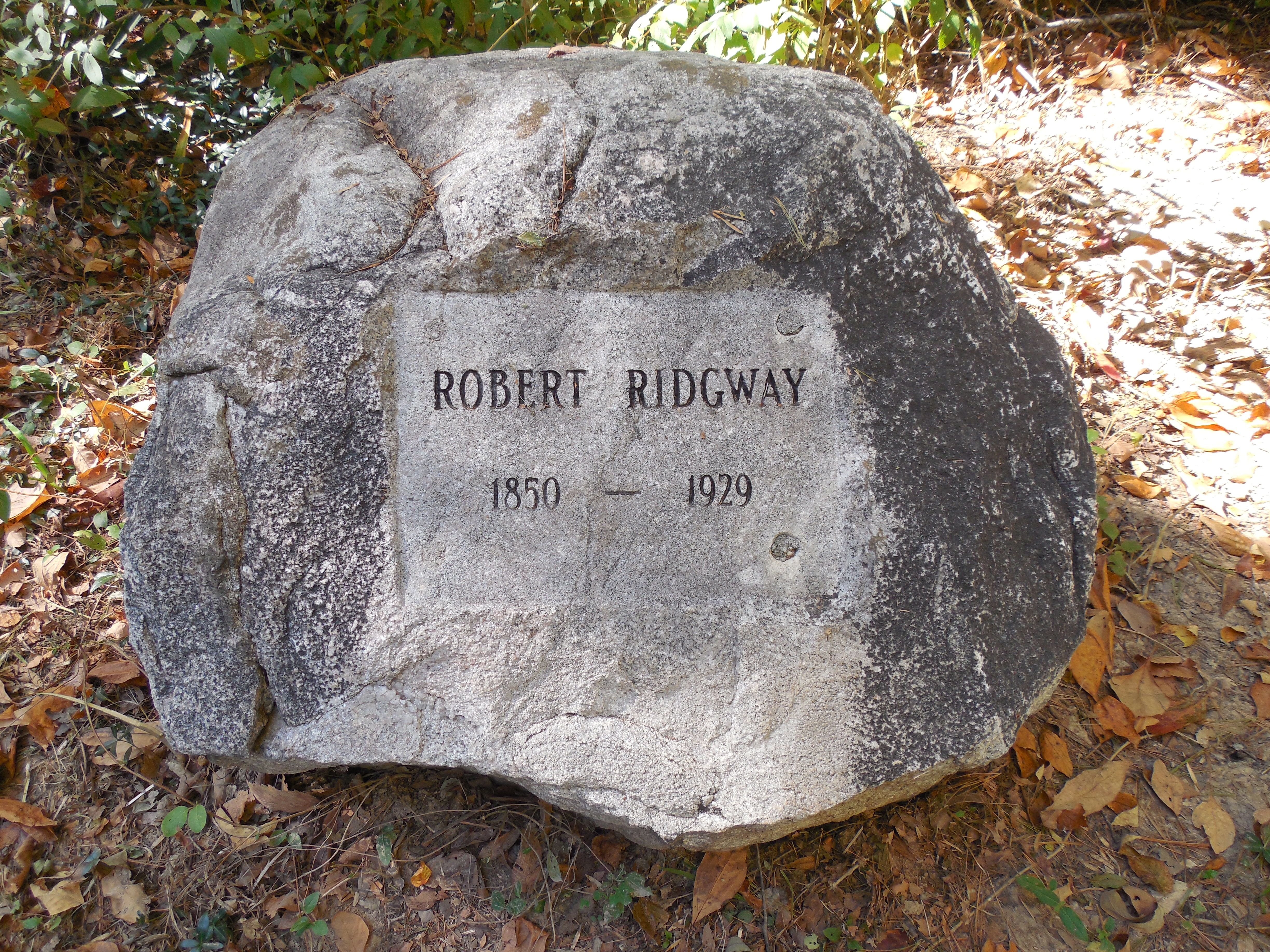
Sepulcre de Robert Ridgway a Bird Haven.

A principis de juny de 1913, Robert Ridgway i la seva dona Julia ("Evvie") es van traslladar a Olney, Illinois, per reduir l'estrès físic i mental i així poder completar The Birds of North and Middle America, de les quals cinc de les vuit parts ja havien aparegut. Van construir una casa nova sobre 3 ha que havien comprat el 1906, i van batejar el lloc Larchmound per dos grans làrixs que creixen a la propietat. Ridgway també va adquirir una extensió de 7 ha que més tard anomenaria Bird Haven, que va desenvolupar com a reserva natural privada per a ocells i com a viver per al cultiu de plantes no autòctones. La seva habilitat en el paisatgisme i la cura dels terrenys era tal que era molt sol·licitat per la seva experiència en aquesta àrea. Bird Haven, en part, és ara un parc de la ciutat d'Olney.
La mort d'Evvie el 24 de maig de 1927 va ser un cop dur per en Robert. Robert va continuar vivint a Larchmound, cuidant els seus estimats arbres i arbustos, fins a la seva mort el 25 de març de 1929, a l'edat de 78 anys. Robert va ser enterrat a Bird Haven on havien estat escampades les cendres de Julia.

## Obres

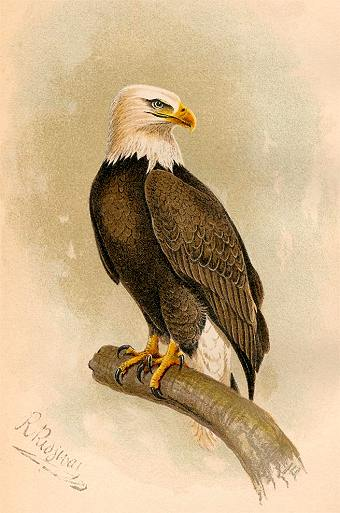
Una cromolitografia de Robert Ridgway d'un pigarg americà, d'A.K. Fisher's extreta de “The hawks and owls of the United States in their relation to agriculture” (Departament d'Agricultura dels EUA, 1893).

La primera publicació de Robert Ridgway, als 18 anys, va ser un article sobre l'alció gegant nord-americà. Durant els propers 60 anys, va publicar més de 500 títols i 13.000 pàgines impreses, la majoria sobre ocells nord-americans.
Ridgway va col·laborar amb Brewer i Baird en els cinc volums d'History of North American Birds (tres volums sobre els ocells terrestres publicats el 1874 i dos volums publicats com The Water Birds of North America el 1884). En el seu temps, l'obra va ser considerada l'obra estàndard sobre ornitologia nord-americana. Si bé Ridgway va contribuir principalment amb il·lustracions als volums d'ocells terrestres també va escriure la major part dels volums d'ocells aquàtics.
Ridgway va proporcionar il·lustracions a tot color per als seus propis llibres i els dels altres. Va estar al cim de la seva habilitat artística a finals de la dècada de 1870. Tot i que alguns dels seus contemporanis (per exemple, Daniel Giraud Elliot) podien haver produït representacions artísticament més agradables, les de Ridgway eren les més precises. En paraules del seu biògraf Daniel Lewis, Ridgway "pot haver tingut el millor coneixement de la coloració dels ocells del país".
Amb la publicació d'A Manual of North American Birds el 1887, Robert Ridgway va condensar en 642 pàgines i 464 dibuixos relativament compactes el que es coneixia sobre els ocells del continent. Un prototip de les guies de camp actuals, va tenir bastant èxit, publicant una segona edició el 1896 i va ser descrit per Montague Chamberlain com "de lluny el millor que tenim per al naturalista de camp". No obstant això, el seu volum era difícil d'utilitzar al camp i les claus d'identificació depenien de les característiques de l'ocell a la mà, no de les marques de camp (com ara el plumatge). Harry Oberholser va caracteritzar la qualitat de les il·lustracions com "poques vegades igualada, mai millorada" en bellesa i precisió.
Amb Stephen Alfred Forbes, va escriure una obra en dos volums, The Ornithology of Illinois. Les contribucions de Ridgway es van publicar en dues parts, el 1889 i el 1895. Ridgway també va publicar diversos articles sobre les plantes llenyoses de la seva regió. Va contribuir amb vint peces breus a Forest and Stream, una revista editada per George Bird Grinnell.

### Els llibres dels colors
Robert Ridgway va publicar dos llibres l'objectiu dels quals era estandarditzar els noms dels colors utilitzats pels ornitòlegs per descriure els ocells. El primer, A Nomenclature of Colors for Naturalists, va aparèixer el 1886 i era relativament petit en abast, il·lustrant 186 colors. Proposava un sistema de classificació senzill, eliminant molts noms subjectius i evocadors que eren populars en aquell temps.
Ridgway va intentar millorar i ampliar aquest treball. El 1898, estava en discussions amb el secretari Langley sobre un nou i ampliat diccionari dels colors que seria publicat per (o almenys amb el suport) de l'Smithsonian. Es va formar un comitè assessor, amb l'il·lustrador científic William Henry Holmes com a president i Richard Rathbun (recentment nomenat subsecretari) com un dels cinc membres. Es va consultar l'inventor de jocs infantils Milton Bradley, que havia ideat una roda de colors per a ús instructiu. Langley va pensar que era important que el treball inclogués informació espectral sobre els colors a catalogar i va proposar al físic i teòric del color Ogden Rood com a coeditor del treball. El 1901, però, la tensió entre l'àmplia visió del comitè de les aplicacions comercials per al projecte i l'objectiu restringit de Ridgway d'un llibre de referència per a naturalistes va posar fi a la col·laboració Ridgway-Smithsonian en aquest esforç.
Ridgway va publicar ell mateix Color Standards and Color Nomenclature el 1912, finançat en part per un préstec del seu amic i company Zeledón. L'obra es va convertir en una referència estàndard utilitzada pels ornitòlegs durant dècades fins i tot després de la mort de Ridgway, així com per especialistes en camps tan amplis com la micologia, la filatèlia i els colorants alimentaris. El llibre va descriure 1.115 colors, il·lustrats amb mostres pintades reproduïdes en 53 làmines. Es va tenir especial cura per garantir la coherència de la reproducció del color a tota l'edició, així com la prevenció de l'esvaïment. Les mostres de color es van imprimir com a fulls grossos per A. Hoen & Co., es van tallar en mostres de polzada per polzada i mitja i es van enganxar a cada llibre enquadernat.
En el pròleg del llibre, Ridgway va reconèixer l'assistència de molts, entre ells el seu germà John, Zeledón i l'ornitòleg John Thayer. Amb més de mil colors per descriure, Ridgway va idear alguns dels seus propis identificadors imaginatius (com ara «Dragons-blood Red» i «Pleroma Blue»). També va retre homenatge a col·legues, com ara Rood (amb colors com «Rood's Lavender»), Bradley («Bradley's Blue»), el pioner de les guia de camp Frank Chapman, l'aquarel·lista Samuel Prout i altres.

### Descripcions de tàxons espècie
Una part significativa de la producció de Ridgway consistia en descripcions científiques formals de nous tàxons espècie d'ocells (nous gèneres, espècies i subespècies), moltes d'elles natives d'Amèrica Central i del Sud. Molts d'aquests articles eren informes breus que tractaven d'un sol tàxon, però també descriuria desenes de noves formes en una sola publicació, com en un article que descriu 22 espècies de les illes Galápagos o el seu Manual of North American Birds (quatre nous gèneres, 39 noves espècies i subespècies). Com que investigacions posteriors han revisat la taxonomia dels ocells, no totes les formes que Ridgway va descriure es reconeixen com a diferents, però les seves contribucions encara són substancials. Durant la seva vida, cap altre ornitòleg va descriure més tàxons nous d'ocells americans que Ridgway.
Tot i que la majoria de les formes descrites i anomenades per Ridgway provenien de fora dels Estats Units, en un cas va identificar un nou tàxon recollit per primera vegada no abans de 1881, a les muntanyes Catskill de Nova York, una zona ja ben explorada pels ornitòlegs. A partir de dos exemplars recollits per Eugene Bicknell, Ridgway va descriure com a subespècie de la griveta de Mèxic, la griveta de Bicknell en honor a Bicknell. Aquest ocell, reproductor a Nova Anglaterra i el sud del Canadà, des de llavors ha estat reconegut com una espècie diferent.
A partir d'exemplars recollits l'any 1888, Ridgway va ser el primer a descriure el mim d'Española, el pinsà de Darwin beccònic i el pinsà de Darwin modest, tots endèmics de les Galàpagos. Aquests dos darrers són membres de l'anomenat grup de pinsans de Darwin de la família Thraupidae, significatiu pel seu impacte en el raonament de Charles Darwin sobre l'evolució i l'aparició de noves espècies.

### Els ocells d'Amèrica del Nord, Amèrica Central i el Carib
El treball culminant de la carrera de Robert Ridgway, sobre la sistemàtica dels ocells, va ser el monumental The Birds of North and Middle America, de 6.000 pàgines', publicat per l'Smithsonian en onze volums entre 1901 i 1950. Va començar l'obra el 1894 sota la direcció de Goode. Un dels principals objectius del treball va ser resoldre problemes de denominació i classificació en la literatura científica de l'època i identificar sinònims. Sec, rigorós i tècnicament detallat en el seu llenguatge, el llibre no es considerava accessible per al públic lector en general. Continuant amb el patró del Manual (i de l'anterior Review of American Birds de Baird), cada volum presentava un apèndix de dibuixos de contorn gravats amb característiques genèriques.
Ridgway va publicar la vuitena entrega de l'obra, comunament coneguda com a Butlletí 50, el 1919. Encara que va continuar treballant en el projecte, esbossant dos volums més, al morir el 1929, no el va poder acabar. Seguint el pla de Ridgway però fent la seva pròpia escriptura, Herbert Friedmann de l'Smithsonian va completar els tres volums finals.
Els Birds of North and Middle America i Color Standards and Color Nomenclature són obres complementàries i, de fet, Ridgway va dividir el seu temps entre els dos projectes durant la primera dècada del segle. Va utilitzar àmpliament els seus propis termes de color al llarg del Butlletí 50.

## Llegat i reconeixement
Spencer Fullerton Baird i els seus seguidors van emfatitzar la precisió de la descripció, la traçabilitat a través de la literatura, l'acumulació d'evidències empíriques (és a dir, nombrosos exemplars) i les deduccions extretes dels fets, en oposició a l'anomenada "escola europea" de l'època. que depenia de l'autoritat personal. Harris anomena Robert Ridgway i la seva obra The Birds of North and Middle America la culminació de l'“escola Bairdiana” d'estudi dels ocells. Tanmateix, a mesura que l'ornitologia al voltant del tombant del segle xx va començar a centrar-se en el comportament dels ocells, les estratègies de reproducció i altres aspectes de l'organisme viu, Ridgway es va anant quedant enrere dels avenços fets pels seus col·legues de les generacions següents. Paradoxalment, com que l'aclaparador Butlletí 50 era tan autoritzat, cap nova publicació el va poder substituir durant molts anys. En conseqüència, la sistemàtica va disminuir en importància com a mitjà per estudiar els ocells.
Els ocells batejats en honor a Ridgway inclouen l'enganyapastors de Ridgway (Antrostomus ridgwayi / Caprimulgus ridgwayi) la cotinga turquesa (Cotinga ridgwayi), la subespècie caribenya de l'àguila peixatera (Pandion haliaetus ridgwayi), una subespècie del monarca de Hawaii (Chasiempis sandwichensis ridgwayi) a l'Illa Gran de Hawaii, l'aligot de Ridgway (Buteo ridgwayi), el rascló de Ridgway, (Rallus obsoletus), la mallerenga emplomallada dels ginebres (Baeolophus ridgwayi) i moltes altres espècies i subespècies. El gènere monotípic Ridgwayia porta el seu nom i està format per una sola espècie, el tord asteca (Ridgwayia pinicola).
El 1919, Ridgway va rebre la medalla Daniel Giraud Elliot de l'Acadèmia Nacional de Ciències per l'obra The Birds of North and Middle America. L'acadèmia el va escollir com a membre el 1926. El 1921, va ser el primer a rebre el premi William Brewster Memorial AOU de l'AOU, que reconeix "un conjunt excepcional de treballs sobre els ocells de l'hemisferi occidental".
L'American Birding Association el 2002 va establir el Robert Ridgway Award per a publicacions en el camp de l'ornitologia que reconeix els èxits professionals en la literatura d'ornitologia de camp.

## Publicacions destacades
- Ridgway, Robert. 1869 (Març). "The Belted Kingfisher Again," American Naturalist 3(1):53–54
- Ridgway, Robert. 1870. "A New Classification of the North American Falconidae, with Descriptions of Three New Species." Proceedings of the Academy of Natural Sciences of Philadelphia 22: 138–150.
- Ridgway, Robert. 1872 (Desembre). "On the Relation between Color and Geographical Distribution in Birds, as Exhibited in Melanism and Hyperchromism." (part 1 of 2) American Journal of Science, 3rd ser., 4(24): 454–460.
- Ridgway, Robert. 1873 (Setembre). "On the Relation between Color and Geographical Distribution in Birds, as Exhibited in Melanism and Hyperchromism." (part 2 of 2) American Journal of Science, 3rd ser., 5(25): 39–43.
- Baird, S.F., T.M. Brewer, and R. Ridgway. 1874. A History of North American Birds: Land Birds. Little, Brown, Boston. Volume I, 596 pp.; Volume II, 590 pp.; Volume III, 560 pp. Edició especial publicada el mateix any de 50 exemplars que contenia 36 làmines pintades a mà per Ridgway.[114]
- Ridgway, Robert. 1877. "Ornithology." Volume IV, part III, pp.303–669, de Clarence King, Report of the Geological Exploration of the Fortieth Parallel. U.S. Government Printing Office, Washington, D.C.
- Ridgway, Robert. 1880 (Setembre). "A Catalogue of the Birds of North America," Proceedings of the United States National Museum. 3: 163–246.
- Ridgway, Robert. 1881. "Nomenclature of North American Birds Chiefly Contained in the United States National Museum," Bulletin of the U.S. National Museum 21:1–94.
- Ridgway, Robert. 1882. "Description of Two New Thrushes from the United States." Proceedings of the United States National Museum 4: 374–379. Descrició de la griveta de Bicknell com Hylocichla aliciæ bicknelli.
- Baird, S.F., T.M. Brewer, and R. Ridgway. 1884. The Water Birds of North America. Little, Brown, Boston. Volum I, p. 537; Volum II, p. 552
- American Ornithologists' Union. 1886. The Code of Nomenclature and Check-List of North American Birds. Nova York. Membres del comitè: Elliott Coues, J.A. Allen, Robert Ridgway, William Brewster i H.W. Henshaw.
- Ridgway, Robert. 1886. A Nomenclature of Colors for Naturalists, and Compendium of Useful Knowledge for Ornithologists. Little, Brown, Boston. 129 p.10 làmines de colors i 7 làmines d'il·lustracions de contorn.
- Ridgway, Robert. 1887. A Manual of North American Birds, Illustrated by 464 Outline Drawings of the Generic Characters. J.B. Lippincott, Philadelphia. p. 631
- Ridgway, Robert. 1889. "A Descriptive Catalog of the Birds of Illinois," part I of Ridgway, Robert, and Forbes, S.A., The Ornithology of Illinois. State Laboratory of Natural History, Springfield, Ill. Volum I de la 1a. part.
- Ridgway, Robert. 1890 (Febrer). "Scientific Results of Explorations by the U. S. Fish Commission Steamer Albatross, No. I: Birds Collected on the Galapagos Islands in 1888." Proceedings of the United States National Museum 12(767): p.101–128.
- Ridgway, Robert. 1891. "Directions for Collecting Birds." Bulletin of the United States National Museum 39A: 1–27.
- Ridgway, Robert. 1892. "The Humming Birds." Report of the National Museum for 1890: 253–383.
- Ridgway, Robert. 1894 (November). "Descriptions of Twenty-Two New Species from the Galapagos Islands." Proceedings of the United States National Museum 17(1007): p. 357–370.
- Ridgway, Robert. 1895. "A Descriptive Catalog of the Birds of Illinois," part I de Robert Ridgway i S.A. Forbes,The Ornithology of Illinois. State Laboratory of Natural History, Springfield, Ill. Volum II 1a. part.
- Ridgway, Robert. 1897 (Març). "Birds of the Galapagos Archipelago." Proceedings of the United States National Museum 19(1119): p. 459–670
- Ridgway, Robert. 1901 (October). The Birds of North and Middle America. A Descriptive Catalogue of the Higher Groups, Genera, Species, and Subspecies of Birds Known to Occur in North America, from the Arctic Islands to the Isthmus of Panama, the West Indies and Other Islands of the Caribbean Sea, and the Galapagos Archipelago. No. 50, Part I. U.S. National Museum, Washington, D.C. p. 745
- Ridgway, Robert. 1902 (Octubre). The Birds of North and Middle America. No. 50, Part II. U.S. National Museum, Washington, D.C. p. 854
- Ridgway, Robert. 1904 (Desembre). The Birds of North and Middle America. No. 50, Part III. U.S. National Museum, Washington, D.C. p. 840
- Ridgway, Robert. 1907 (Juliol). The Birds of North and Middle America. No. 50, Part IV. U.S. National Museum, Washington, D.C. p.1029
- Ridgway, Robert. 1911 (Novembre). The Birds of North and Middle America. No. 50, Part V. U.S. National Museum, Washington, D.C. p. 892
- Ridgway, Robert. 1912. Color Standards and Color Nomenclature. Washington, D.C. p. 44, 53 plaques de colors.
- Ridgway, Robert. 1914 (Abril). The Birds of North and Middle America. No. 50, Part VI. U.S. National Museum, Washington, D.C. p. 902
- Ridgway, Robert. 1916 (Maig). The Birds of North and Middle America. No. 50, Part VII. U.S. National Museum, Washington, D.C. p. 556
- Ridgway, Robert. 1919 (Juny). The Birds of North and Middle America. No. 50, Part VIII. U.S. National Museum, Washington, D.C. p. 868
- Ridgway, Robert. 1923 (Abril). "A Plea for Caution in the Use of Trinomials." The Auk 40(2): p. 375–376